# 劉從益
劉從益（1179年—1222年），字雲卿，渾源人，金朝政治人物。

## 生平
南山劉捴之曾孙。生于金世宗大定十九年，自小博學强記，大安元年（1209年）进士。正大初，入翰林。官至监察御史，因事罷官。晚年寓居淮陽。尤精於經學，在太学时，以诗才显名，尤長於五言詩。卒于宣宗元光元年。有《蓬门集》。有子劉祁。

## 延伸阅读
[在维基数据编辑]
 《金史·卷126》，出自脱脱《遼史》